# Agalloch
Agalloch — американський дарк-метал/фолк-метал-гурт з Портленда, штат Орегон, США. Agalloch розробили унікальний стиль, що поєднував у собі жорсткий вокал блек-металу, тривалі гітарні акустичні  пасажі, меланхолічні тексти пісень на основі фольклору, зокрема, американських індіанців. Назва гурту походить від старовинної назви дуба, котрий росте в Орегоні. Також Agallocha, Agallochum — м'яка, смолиста деревина з сильним ароматним запахом, яку використовують як пахощі.
З інтерв'ю гітариста Agalloch Дона Андерсона сайту Metal Storm: «…на нас серйозно вплинули такі європейські гурти, як Katatonia, Ulver, також Sol Invictus, Forseti і Death in June».

## Історія
Колектив заснували наприкінці 1995 року Джон Хаум (John Haughm) і Шейн Брюер (Shane Breyer) після розпаду дум/дет-метал проєкту Aeolachrymae. Цей розпад, окрім Agalloch, породив ще два проєкти: Susurrus Inanis і Nothing. Літом 1996 року до гурту приєднався другий гітарист і клавішник Дон Андерсон (Don Anderson). Осінню 1996 року колектив записав дебютний демо-запис «From Which of This Oak». Після випуску цього диска (1997) у склад гурту увійшов бас-гітарист Джейсон Вільям Волтон (Jason William Walton).
На початку 1998 року гурт записує промодиск для звукозаписуючих компаній, котрий вплинув на укладення контракту з The End Records. І у січні 1999 року Agalloch перейшли до запису дебютного альбому «Pale Folklore», котрий видано у червні 1999 року.
Згодом до гурту приєднався барабанщик Кріс Грін (Chris Greene). У 2001 році гурт покинув клавішник Шейн Брейер.
У 2001 був записаний півгодинний диск «Of Stone, Wind and Pillor» — збірник невиданих матеріалів з 1998 до 2001 року. До нього також увійшли кавер-версії на пісню «Kneel to the Cross» гурту Sol Invictus. Цей кавер також з'являвся на дводисковому триб'юті на Sol Invictus — «Sol Lucet Omnibus».
Другою повноцінною роботою колективу є альбом «The Mantle», виданий у 2002 році на лейблі Prophecy Productions/The End Records. Його запис розпочато у листопаді 2001 року, а закінчено у квітні 2002.
У 2004 році видано двадцятихвилинний EP-диск «The Grey». Він складається з електронної, повністю переробленої пісні «The Lodge» з альбому «The Mantle» і реміксу пісні «Odal» з того ж альбому, зробленого гуртом Nothing. За словами Дона Андерсона, не варто інтерпретувати цей запис як основний напрямок розвитку гурту у майбутньому.
У 2004 році також видано спільний проєкт з колективом Nest, куди увійшла пісня «The Wolves of Timberline» гурту Agalloch.
У серпні 2006 року видано третій повноформатний альбом гурту, «Ashes Against the Grain». Він отримав хороші відгуки від фанів колективу і музичних критиків.
У лютому 2008 року колектив видає EP під назвою «The White», котрий складається з дарк-фолкових і ембієнтних композицій, записаних у період між 2004 і 2007 роками.
Новий повноформатний альбом Agalloch видав лейбл Profound Lore. Наприкінці червня музиканти почали роботу у студії у своєму рідному місті Портленд, штат Орегон над записом нового альбому. Офіційна дата виходу альбому Marrow of the Spirit — 23 листопада 2010 року.
Через 2 року гурт випустив ЄР Faustian Echoes з одним концептуальним треком. Відтак знову була дворічна перерва і вихід альбому The Serpent & The Sphere у травні 2014 року.
А вже у травні 2016 року на офіційній сторінці гурту у фейсбуці з'явилось повідомлення, що Джон Хаум покидає колектив, адже «вимушений внести корективи у свою мотивацію і натхнення».

## Дискографія
- From Which of This Oak (демо; 1997)
- Pale Folklore (LP; 6 липня 1999; The End Records)
- Of Stone, Wind and Pillor (EP; 2001; The End Records)
- The Mantle (LP; серпень 2002; The End Records) Ліцензійний релиз у Росії: CD-MAXIMUM [Архівовано 11 квітня 2022 у Wayback Machine.]
- Tomorrow Will never Come (EP; 2003; The End Records)
- The Grey (EP; 2004; Vendlus Records)
- Split 10" Picture Disc (з Nest) (EP; 2004; Infinite Vinyl)
- Ashes Against the Grain (LP; 2006; The End Records)
- The White (EP; 2008; Vendlus Records)
- The Demonstration Archive (Компіляція; 2008; Licht von Dämmerung)
- The Compendium Archive (Компіляція; 2010)
- Marrow of the Spirit (LP; 2010; Profound Lore Records)
- The Serpent & the Sphere (LP; 13 травня 2014; Profound Lore Records)

## Склад
- Джон Хаум (John Haughm) — вокал, гітари (+ акустична), ударні, перкусія — також бере участь у гуртах Sculptured, Nothing, Landfill, Lotus 78 і A Den Of Wolves
- Дон Андерсон (Don Anderson) — гітари (+ акустична), піаніно, клавишні, ударні (зрідка) — також бере участь у Sculptured, Nothing, ex-Darling, ex-Necropolis
- Джейсон Вільям Волтон (Jason William Walton) — бас-гітара — також бере участь у Sculptured, Especially Likely Sloth, учасник Subterranean Masquerade
- Aesop Dekker − ударні (ex-Ludicra, Worm Ouroboros) (з 2007)

## Колишні учасники
- Шейн Брюер (Shane Breyer) (1996—2002) — клавішні
- Кріс Грін (Chris Greene) (сесійний учасник) — барабани — бере участь у The Waking Cold